# Шин Ћићи
Шин Ћићи (кин: 辛棄疾; пин: Xīn Qìjí; 1140 — 1207) је био кинески песник, војсковођа, и државник Јужног Сунга.

## Живот
Шин Ћићи је рођен у Тинану у Шантунгу. У том периоду, Џурџи су окупирали северну Кину, номадски народ пореклом из данашње северно-источне Кине, тада сматрани као варвари. Само је јужна Кина била под влашћу Хан кинеске Јужне Сунг династије. У његовом детињству деда му је причао о времену када су Хан Кинези владали севером и причао му да буде поштен човек и да тражи освету против варварске нације.
Године 1161, као добровољац, Шин Ћићи се придружио Кенг Ћингу које је у Шантунгу подигао устанак против татара који су држали северну Кину. Устанак није успео али се он истакао као војсковођа.
Једно време је био у државној служби. Стално је упућивао молбе престолу да крене у поход против Татара и поврати изгубљену централну равницу, али двор није обраћао пажњу на његове захтеве.

## Дела
Постоји око 620 његових песама, све написане када је отишао на југ.
Његова туга и озлојеђеност су нашли свој израз у ц-песми. Певао је о патриотским идеалима и подстицао народни отпор против најезде Ђина. Написао је и неколико песама пејзажа и пасторалних песама. Није се држао строгих правила ц-песме па је његов технички израз прилично слободан. Кроз ц-песме успео је да изрази богатији и сложенији садржај. Својим снажним стилом је утицао на касније песнике.